# Sama Foulala
Sama Foulala is een gemeente (commune) in de regio Ségou in Mali. De gemeente telt 7000 inwoners (2009).
De gemeente bestaat uit de volgende plaatsen:
- Diado
- Diambougou
- Dongon-Bamana
- Dongon-Wèrè
- Doni
- Mamouroula
- Sama Foulala
- Sama Markala